# 1699 az irodalomban
Az 1699. év az irodalomban.

## Új művek
- Megjelenik François Fénelon didaktikus regénye: Télemakhosz kalandjai (Les Aventures de Télémaque).

## Születések
- szeptember 26. – Hermányi Dienes József református lelkész; kéziratainak zöme elkallódott, de fennmaradt fontos munkája, egy anekdotagyűjtemény († 1763)

## Halálozások
- április 21. – Jean Racine francia klasszicista drámaíró, író (* 1639)